# Séta (Eubée)
Séta, en grec moderne : Σέτα, est un village montagneux du centre de l'île d'Eubée, en Grèce. Construit à une altitude de 740 mètres sur le versant sud du mont Xirovounioú, il est le plus haut village d'Eubée. 
Selon le recensement de 2011, la population de Séta compte 60 habitants.